# Muiredach III mac Eochada
Muiredach III mac Eochada lub Muiredach III mac Echach (zm. 839 r.) – król Ulaidu (Ulsteru) z dynastii Dál Fiatach od 825 r. do swej śmierci, syn Eochaida VI mac Fíachnai (zm. 810 r.), króla Ulaidu.
Jego ojciec był pokonany w bitwie przez swego własnego brata Cairella mac Fíachnai w 809 r. Zmarł w następnym roku. Dzięki czemu stryj mógł objąć upragniony tron Ulaidu. W 819 r. Muiredach postanowił zemścić się za ojca, wydając wojnę Cairellowi. W tym celu zapewne, jak sugeruje Księga z Leinsteru, postarał się o pomoc Uí Echach Cobo. Dzięki temu wsparciu mógł pokonać i zabić Cairella w bitwie pod Lapast w Carn Cantain. Prawdopodobnie ceną za uzyskane wsparcie wojskowe była umowa z Máel Bressailem mac Ailella, królem Uí Echach Cobo, w sprawie obsady tronu Ulaidu. Objął tron dopiero po śmierci tegoż Máel Bressaila w 825 r.
Za jego czasów dochodziło do najazdów pogan, czyli wikingów. Klasztor Bangor był atakowany dwukrotnie, w 823 i 824 r. W 825 r. ci splądrowali królewski klasztor w Dún Lethglaise (Downpatrick). Spalili także inny klasztor, Mag nBili (Moville) wraz z jego kaplicami, na terenie obecnego hrabstwa Down. Mieszkańcy Ulsteru postanowili im się przeciwstawić. Rozgromili ich w Mag nInis (Lecale).
W 827 r. doszło do konfliktu w granicach kościoła w Armagh. Cummascach mac Cathail z Uí Cremthainn, król Airgíalla, wygonił spowiednika króla Ailechu, Eógana Mainistrecha mac Ainbthig, instalując swego przyrodniego brata, Artrí mac Conchobair, jako opata Armagh. Król Ailechu Niall Calle (zm. 846 r.) z Północnego Uí Néill postanowił zmobilizować armię i pomaszerować na Armagh. Muiredach postanowił dać swe poparcie Cummascachowi. Dowodził osobiście swą armią. Doszło wówczas do bitwy pod Leth Cam, koło ob. Kilmore (hr. Armagh). To było zdecydowane zwycięstwo w Mag nEnir dla Nialla i Północnego Uí Néill. Cummascach i jego brat Congalach byli zabici wraz z innymi królami Airgíalla, podczas gdy Muiredach przeżył bitwę. Porażka złamała potęgę konfederacji Airgíalla, która była od tego czasu podległa królom z rodu Północnego Uí Néill. Artrí (zm. 833 r.) został usunięty z biskupstwa Armagh. Niall na jego miejsce zainstalował Eógana Mainistrecha. Niewykluczone, że wcześniej opatem był Suibne mac Forandáin do 830, a dopiero potem Eógan (zm. 834 r.). W 835 r. Cináed, syn Niall Caille, został zabity z rąk mieszkańców Ulsteru. W 839 r. doszło do rodzinnej tragedii. Muiredach zginął z rąk własnych krewnych, braci Áeda i Óengusa i wielu innych. Syn Matudán, który mszcząc się za śmierć ojca, zabił swego stryja Áeda. Po czym zajął opróżniony tron Ulaidu. Muiredach miał także córkę Gormlaith Rapach ("Szorstka") (zm. 840 r.), poślubioną Áedowi VII Findliathowi (zm. 879 r.), arcykrólowi Irlandii. Dzięki niej jest przodkiem Klanu Gormlaithe. Ta rodzina zachowała się w Glengormly, Belfast.